# Destruktionsanstalt
Destruktionsanstalt (av latin: destrurctio, nedrivande) kallades tidigare [när?]verksamheter som hade till uppgift att oskadliggöra otjänliga animaliska ämnen samt djurkadaver eller delar av dessa.
De nämnda ämnena kokades i stora kokapparater, med ånga under högt tryck, och det av dem producerade köttmjölet användes till gödningsämne eller (med tillsats av potatis) till föda åt svin och höns, medan fettet gick till tvål- och såpfabrikationen. I Sverige fanns av städerna uppförda och underhållna destruktionsanstalter vid slakthusen i Göteborg och Malmö och, sedan 1906, i Stockholm.